# Dimensions supplémentaires
Pour les articles homonymes, voir Dimension.
 (mai 2017).
Si vous disposez d'ouvrages ou d'articles de référence ou si vous connaissez des sites web de qualité traitant du thème abordé ici, merci de compléter l'article en donnant les références utiles à sa vérifiabilité et en les liant à la section « Notes et références ».
Les dimensions enroulées, ou dimensions supplémentaires sont les fondements de la théorie de Kaluza-Klein mais apparaissent également dans des modèles plus généraux de compactification utilisés en cosmologie branaire ou en théorie des supercordes. L'idée générale est la suivante : notre univers ne contiendrait pas seulement les quatre dimensions spatio-temporelles que nous lui connaissons, appelées dimensions étendues, mais il contiendrait aussi des dimensions supplémentaires, minuscules, car enroulées sur elles-mêmes.

## Apparence

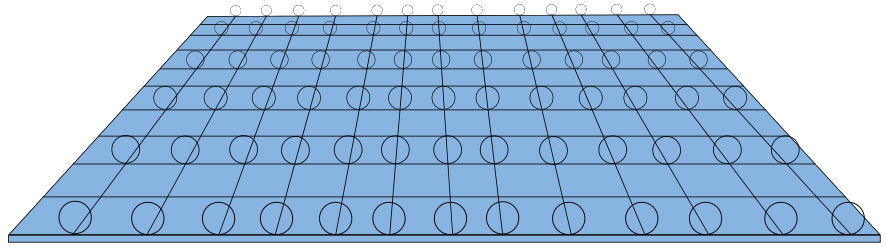
Des dimensions enroulées en cercles, constituant un modèle d'univers. Ce modèle ne fait apparaitre qu'une seule dimension supplémentaire.

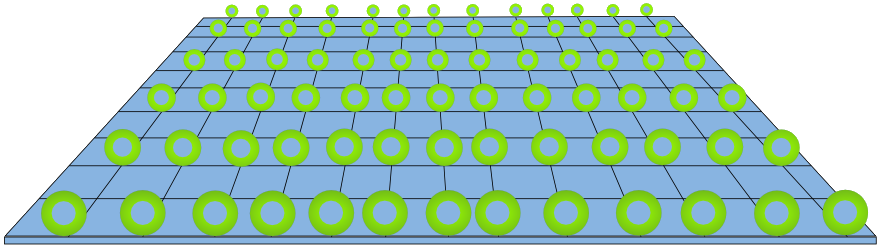
Des dimensions enroulées en tores, constituant un autre modèle d'univers. Il fait apparaitre 3 dimensions supplémentaires.

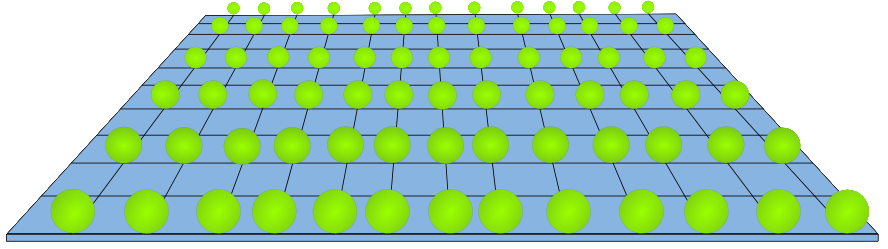
Des dimensions enroulées en boules, constituant un troisième modèle d'univers. Il fait également apparaitre 3 dimensions supplémentaires.

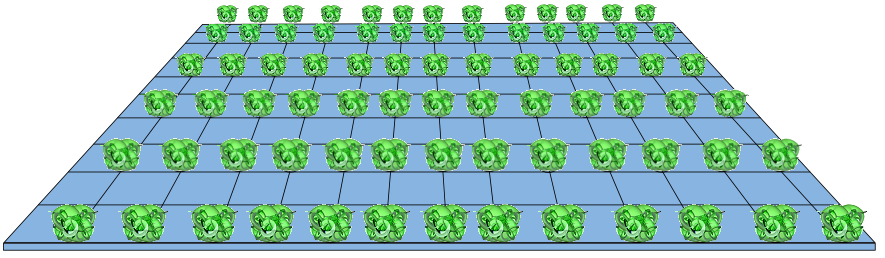
Des dimensions enroulées en espaces de Calabi-Yau, constituant le modèle d'univers le plus efficace en théorie des cordes, puisqu'il apporte 6 dimensions supplémentaires.

Dans les modèles les plus simples comme la théorie de Kaluza-Klein, les dimensions peuvent être enroulées en sphères (pleines ou creuses), en tores ou en cercles de taille mesurée avec une échelle naturelle donnée par la longueur de Planck : LPlanck ~ 10-33 cm.
Dans des modèles plus évolués, tels ceux apparaissant dans la théorie des supercordes, l'espace de compactification peut avoir une structure géométrique plus compliquée comme celle d'un espace de Calabi-Yau par exemple.
Notons que dans le cadre de la cosmologie branaire il est également possible de considérer des modèles dans lesquels les dimensions supplémentaires sont bien plus grandes que la longueur de Planck et peuvent atteindre des dimensions d'une taille de l'ordre du millimètre sans entrer en contradiction avec les limites expérimentales actuelles concernant la loi de la gravitation. Ces modèles branaires sont eux-mêmes inspirés de modèles phénoménologiques apparaissant dans la théorie des supercordes, et pour lesquels la géométrie de l'espace total n'est pas un simple produit entre la géométrie visible et la géométrie des dimensions supplémentaires, mais possède une structure plus complexe mélangeant les deux. On appelle ce type de construction une compactification tordue (en) (twisted compactification en anglais).

## Apparition de dimensions enroulées
Ces dimensions sont nées durant l'ère de Planck. C'est la théorie des cordes qui explique comment ces dimensions sont restées enroulées. Durant l'ère de Planck, toutes les dimensions étaient enroulées. Elles étaient prisonnières des cordes. Certaines dimensions ont réussi à s'en libérer alors que les autres sont restées enroulées. Les dimensions apparentes (celles que l'on perçoit) ont donc la taille de l'univers.

Par contre, d'autres dimensions peuvent être sous-jacentes à la réduction dimensionnelle.

## Position de ces dimensions
Elles se situeraient à chaque point de l'espace-temps. À chaque mouvement que nous faisons, l'objet de ces déplacements (une voiture, le bras, n'importe quoi en mouvement) revient au même endroit dans les dimensions enroulées. Cela est logique vu qu'il nous est impossible d'évoluer dans ces dimensions microscopiques.

## Applications du modèle
- Les équations de Theodor Kaluza, qui avaient pour but l'unification de la force gravitationnelle et de la force électromagnétique, ont montré que cela était possible dans un univers à cinq dimensions spatio-temporelles.
- La théorie des cordes a montré que l'unification des équations de la relativité générale et celles de la mécanique quantique était possible dans un univers à dix dimensions d'espace-temps.
- Le physicien Edward Witten a montré avec la théorie M que l'unification des cinq théories des cordes était possible dans un univers à onze dimensions spatio-temporelles.